# Jeannette Balou Tchichelle
Jeannette Balou Tchichelle (n. 1947) este o scriitoare din Republica Congo.